# Colette Duynslaeger
Colette Duynslaeger, née en novembre 1959 dans le Nord est une syndicaliste française de France Télécoms (Orange). Secrétaire générale de la Fédération des salariés des activités postales et de télécommunications (FAPT-CGT), elle est élue en février 2015 au Bureau confédéral de la CGT pour y exercer la fonction d'administratrice de la CGT.

## Biographie
Employée dans le domaine "commercial gestion" à France-Télécoms puis Orange, militante et responsable du syndicat départemental PTT-CGT du Nord, Colette Duynslaeger est élue en 1998 au Bureau de la Fédération CGT des PTT. L'année suivante, lors du 46e Congrès de la CGT elle entre à la Commission exécutive de la Centrale syndicale. Elle y est réélue lors des 47e (2003), 48e (2006), 49e (2009) et 50e (2013) Congrès. 
En 2001 elle accède au secrétariat de la fédération CGT des PTT.
Succédant à Maryse Dumas (1988-1998) et à Alain Gautheron (1998-2004), elle est élue en novembre 2004 secrétaire générale de la Fédération des salariés des secteurs des activités postales et de télécommunications (FAPT-CGT), une des cinq plus importantes (50 000 adhérents) de la CGT et première organisation syndicale de ces secteurs d'activité. Elle est la première non postière à diriger la fédération des PTT qui a été longtemps surnommée Fédération postale. Elle reste à cette responsabilité jusqu'en mars 2015
Le 3 février 2015, elle est élue membre du Bureau confédéral de la CGT et plus particulièrement pour occuper la fonction d'administratrice de la CGT